# Jangan-gu
Jangan-gu är ett av de fyra stadsdistrikten (gu) i staden Suwon i provinsen Gyeonggi i den nordvästra delen av Sydkorea, 28 km söder om huvudstaden Seoul. Vid utgången av 2020 hade distriktet 280 209 invånare.

## Administrativ indelning
Distriktet är indelat i tio administrativa stadsdelar:
Jeongja 1-dong,
Jeongja 2-dong,
Jeongja 3-dong,
Jowon 1-dong,
Jowon 2-dong,
Pajang-dong,
Songjuk-dong,
Yeonghwa-dong,
Yeonmu-dong och
Yulcheon-dong.